# عبد الرحمن بن حبيب الصقلبي
عبد الرحمن بن حبيب الفهري المعروف باسم الصقلبي أحد قادة الذين ثاروا على العباسيين في إفريقية، ثم تحوّل ليدعو لهم في الأندلس.
نسبه هو عبد الرحمن بن حبيب بن عبد الرحمن بن حبيب بن أبي عبيدة بن عقبة بن نافع الفهري. عرف بالصقلبي لطوله وزرقة عينيه وشقرة شعره. كان عبد الرحمن في جيش أبي حاتم الخارجي المنقض على العباسيين بإفريقية، ولما هزم أبي حاتم على يد يزيد بن حاتم عام 151هـ/769م، فر إلى كتامة وبدأ يستعد للقتال. سير إليه يزيد جيشًا آخر عام 156هـ، فهزموا البربر وظفروا بهم، وفر عبد الرحمن. ثم تمكن عبد الرحمن من جمع جيش عبر به إلى الأندلس عام 161هـ، لمحاربة الأمويين، والدعوة للعباسيين، غير أنه قتل على يد رجل من البربر عام 162هـ/779م.